# 人感センサ
人感センサ（じんかんセンサ）とは、人間の所在を検知するためのセンサである。
赤外線、超音波、可視光などが用いられる。業務用の場合、赤外線と超音波を組み合わせることもある。一般家庭用の場合は赤外線のみであることが多い。

## 水栓
自動水栓は、差し出された手を赤外線で検知することで、水栓の開閉制御を行う。

## 照明
センサにより人間の所在を検知し、照明を点灯する。防犯を目的として屋外灯に使用されることもある。

## 個室トイレ内
個室トイレに設けられ、人間の所在を検知する。一定時間以上、同一人物が入室したままの場合に通報する機能をつけることもある。
トイレでは、一定時間以上入ったままの場合、中で倒れている可能性もある。そのため、それをセンサで検知し、通報する。一部の病院などで用いられることがある。トイレ内は人間感情的に監視カメラをつけにくいため、センサが用いられる。
また、デパートなどでも開店時間中にトイレ内に隠れ、閉店後活動する窃盗犯がいるため、防犯上取り付けているところもある。